# Pavle Gaži
Pavle Gaži, (Hlebine, pokraj Koprivnice, 7. veljače 1927. - Koprivnica, 18. veljače 2021.), bio je sudionik narodnooslobodilačke borbe, visoki partijski funkcionar i republički sekretar (ministar) za unutrašnje poslove SR Hrvatske u razdoblju od 1982. do 1983., u samostajlnoj Hrvatskoj obnašao je dužnost vjećnika u Županijskoj skupštini.

## Djetinjstvo i mladost
Rođen je 7. veljače 1927., u Hlebinama pokraj Koprivnice. Pučku (osnovnu) školu pohađa u Hlebinama, dok je gimnaziju pohađao u Koprivnici. Početak Drugoga svjetskog rata, okupacija Jugoslavije i uspostava NDH, dočekali su ga kao gimnazijalca, ali se cijela obitelj aktivirala u ilegalnom komunističkom pokretu, kojem je njegov otac, kao pripadnik lijevog krila HSS-a pristupio, da bi se potom tijekom 1943., nakon završetka gimnazije, sam Pavle Gaži priključio narodnooslobodilačkoj borbi, da bi poslije završetka rata, 1945., bio primljen u Komunističku partiju Jugoslavije (KPJ). Završio je poljoprivredno - šumarski fakultet u Zagrebu.

## Karijera u socijalističkoj Jugoslaviji
Od 1952. zaposlen je u Podravci, u Koprivnici. U razdoblju od 1957. do 1978. bio je ma dužnosti generalnog direktora u Podravci, te je svojim radom i zalaganjem stabilizirao i razvio Podravku u moderni prehrambenu industriju, čime je postala regionalni brend, te je pospješio uspon i razvoj grada Koprivnice, te cijelog tog kraja Podravine.  
Nakon odlaska iz gospodarstva, obnašao je visoke partijske dužnosti, te je bio član CK SKJ, a u razdoblju od 1982. do 1983. bio na dužnosti republičkog sekretara (ministra) za unutrašnje poslove SR Hrvatske te član Izvršnog vijeća (vlade) Sabora SRH.
U vrijeme njegova mandata u resoru unutrašnjih poslova provodila se istraga o gospodarskom kriminalu u INA-i zbog kojeg su navodno bile sumnjičenje visokopozocionorane osobe tadasnje socijalističke Hrvatske i Jugoslavije, a u Njemačkoj je ubijen bivši direktor INA-e i hrvatski politički emigrant Stjepan Đureković, za što je Gaži otklanjao sumnju sa sebe, te je spis podnio tužiteljstvu, a jedini krimen koji mu ke stavio tadasnji partijski funkcionar Stipe Šuvar je navodno bio taj "da se riba čisti od repa, a ne od glave".
Zbog navedenog slučaja navodno je tijekom 2000-ih i 2010-ih protiv Gažija, bivši čelnik u Podravci, Anđelko Jagičić, podnio nekoliko kaznenih prijava državnom odvjetništvu zbog sumnji u počinjenje kaznenog djela. Na što je Gaži reagirao kako nema veze sa slučajem ubojstva Đurekovića, kako se to po njegovim saznanjima odvilo izvan protokola, te kako o svemu u kaznenom postupku koji se vodio u Münchenu, u Njemačkoj, može pojaviti jedino kao svjedok, te je najavljivao da je spreman svjedočiti videovezom iz Koprivnice. Na kraju je Gaži ipak svjedočio u kaznenom postupku Perkoviću i Mustaču, videovezom iz Županijskog suda u Zagrebu, ali je taj dio postupka bio zatvoren za javnost.

## Demokratske promjene
Nakon demokratskih promjena u Hrvatskoj i raspada socijalističke Jugoslavije, povlači se i mirovinu, da bi se sredinom 2000-ih pojavio na lokalnim izborima, točnije, na iz   
a izborima 2005. za Županijsku u Koprivničko-križevačke žsoanike ulazi kao vijećnik ispred koalicije stranaka.rivničk
U suvremenoj Hrvatskoj, dva puta je nagrađivan za svoj doprinos razvoju grada Koprivnice, prvo je 2000. dobio nagradu Grada za životno djelo, da bi 2015. bio proglašen počasnim građaninom grada Koprivnice.
Umro je u Koprivmici, u devedeset i petoj godini života, 18. veljače 2021., nakon kratke i teške bolesti.

## Vezani članci
- Zlatko Uzelac
- Vilim Mulc
- Stane Dolanc
- Stjepan Đureković
- Podravka
- Republički sekretarijat za unutrašnje poslove SR Hrvatske